# Manhac e Rofinhac
Manhac (en francès Magnac-Bourg) és un municipi francès situat al departament de l'Alta Viena i a la regió de la Nova Aquitània.

## Demografia
| 1962                                       | 1968 | 1975 | 1982 | 1990 | 1999 | 2006 | 2007 | 2008  |
| ------------------------------------------ | ---- | ---- | ---- | ---- | ---- | ---- | ---- | ----- |
| 907                                        | 962  | 967  | 903  | 857  | 795  | 935  | 959  | 1.004 |
| Des de 1962: població sense dobles comptes |      |      |      |      |      |      |      |       |

## Administració
| Període | Identitat     | Partit |
| ------- | ------------- | ------ |
| 2008-   | Charles Bezot |        |